# Here 'Tis
Here 'Tis — студійний альбом американського джазового саксофоніста Лу Дональдсона, випущений у 1961 році лейблом Blue Note. 

## Опис
Саксофоніст Лу Дональдсон (альт) записав альбом разом з тріо музикантів у складі органіста Бебі Фейс Віллетта, гітариста Гранта Гріна і ударника Дейва Бейлі. Тут Дональдсон відохить від хард-бопу і тяжіє до соул-джазу, виконуючи власні композиції та дві кавер-версії «A Foggy Day» Джорджа Гершвіна і «Cool Blues» Чарлі Паркера. Записаний 23 січня 1961 року на студії Van Gelder Studio в Енглвуд-Кліффс (Нью-Джерсі).

## Список композицій
1. «A Foggy Day» (Джордж Гершвін, Айра Гершвін) — 6:38
2. «Here 'Tis» (Лу Дональдсон) — 9:25
3. «Cool Blues» (Чарлі Паркер) — 6:53
4. «Watusi Jump» (Лу Дональдсон) — 7:32
5. «Walk Wid Me» (Лу Дональдсон) — 8:36

## Учасники запису
- Лу Дональдсон — альт-саксофон
- Бебі Фейс Віллетт — орган
- Грант Грін — гітара
- Дейв Бейлі — ударні

Технічний персонал
- Альфред Лайон — продюсер
- Руді Ван Гелдер — інженер звукозапису
- Роберт Левін — текст до обкладинки
- Рід Майлс — дизайн обкладинки
- Ронні Братвейт — фотографія обкладинки